# Zamarada denticatella
Zamarada denticatella är en fjärilsart som beskrevs av Louis Beethoven Prout 1922. Zamarada denticatella ingår i släktet Zamarada och familjen mätare. Inga underarter finns listade i Catalogue of Life.